# Bombardopolis
Bombardopolis (Bonbad en créole haïtien) est une commune d'Haïti située dans le département du Nord-Ouest et dans l'Arrondissement de Môle-Saint-Nicolas.

## Historique
Bombardopolis est fondée en 1764 par des allemands et des acadiens dont une grande partie meurt rapidement de fièvres installés par le médecin et botaniste du Roy Jean Baptiste Christian Fusée-Aublet, directeur du Mole, sous le gouvernement du comte d'Estaing. La ville a été dénommée ainsi en l'honneur de Pierre-Paul Bombarda, fils de Gio Paolo Bombarda, riche financier et protecteur de Fusée-Aublet. Ainsi Bombardopolis signifie « Ville de Bombarde ».
Bombardopolis a été élevé au rang de commune le 17 octobre 1821 sous le gouvernement de Jean-Pierre Boyer. C'est donc l'une des plus vieilles  communes de la République d'Haiti.

## Démographie
La commune est peuplée de 29 600 habitants(recensement par estimation de 2009).

## Administration
La commune est composée d'un bourg et de trois sections communales comprenant chacune 9 habitations et un nombre de localités variables :
- Plate-Forme: première section
- Des Forges: deuxième section
- Plaine-d'Oranges: troisième section

## Économie
L'économie locale repose essentiellement sur la production du charbon de bois, l'élevage caprin et la pêche.

## Histoire
Dans la préface de son ouvrage publié en 1775
, Fusée-Aublet décrit son passage à Saint-Domingue et dans la localité en 1764 :
```
« Je m'embarquai à la fin de Juillet de cette année, avec un grand nombre de caiſſes de plantes, & autres curioſités d'Hiſtoire Naturelle; mais le vaiſſeau étant encore en rade, je reçus une lettre d'invitation de me rendre à S. Domingue, auprès de M. le Comte d'Eſtaing, qui venoit d'y arriver comme Commandant : on me marquoit que ce Général ayant préſumé de mon attachement pour lui, que je ne refuſerois pas d'entrer dans ſes vues, avoit demandé les permiſſions & ordres néceſſaires pour moi à ce ſujet. Enfin M. Cloinard, Commandant du vaiſſeau qui m'apportoit la lettre, me dit, de la part de M. d'Eſtaing, de prévenir l'arrivée des ordres du Miniſtre, pour me rendre à Saint-Domingue. Je quittai le vaiſſeau où j'étois pour monter ſur l'Eliſabeth, qui devoit toucher à Saint-Domingue. Nous y arrivâmes le 24 Août. Je me rendis promptement auprès de M. le Comte d'Eſtaing, qui me donna bientôt après une commiſſion que je joins ici, parce qu'elle concourra encore à prouver que les calomnies qu'avoient répandues les ennemis que je m'étois fait à l'Iſle-de-France, n'avoient pas même laiſſé les plus légers ſoupçons défavorables ſur moi, puiſqu'on me confioit, de l'agrément du Miniſtere, des pouvoirs comme ceux qu'on va lire.

« Etant neceſſaire d'établir au Mole-Saint-Nicolas un Directeur de cet établiſſement, qui joigne l'expérience de ces Colonies à la connoiſſance de l'agriculture, & au plus grand déſintéreſſement, j'ai fait choix de M. Aublet, Botaniſte de Sa Majeſté, pour remplir cette place, qu'il a bien voulu accepter par amitié pour moi, & pour le temps qu'il reſtera dans cette Colonie; en conſéquence, je l'en ai nomme Direaeur-Général, & je lui ai remis, pour tout ce qui regarde toutes les parties de cet établiſſement, la même autorité que Sa Majeſté m'a accordé.

Il eſt ordonné au ſieur Salomon, au Garde-Magaſin & à tous autres, d'exécuter les ordres de M. Aublet comme les miens, & ſous peine de déſfobéiſſance envers Sa Majeſté.

Le détachement du Régiment de Quercy, en garniſon au Mole-Saint-Nicolas, prêtera main-forte à M. Aublet, toutes les fois qu'il en fera requis, & lui fournira tous les hommes dont il aura beſoin, pour contenir la diſcipline au Mole-Saint-Nicolas, dans les établiſſemens intérieurs, & pour la garde des effets de Sa Majeſté.

Les Sergens qui ſeront détachés ſur ſa demande lui obéiront en tout ce qu'il ordonnera. Donné au Mole-Saint-Nicolas, ſous le ſceau de nos armes & le contre-ſeing de notre Secrétaire, le 21 Décembre 1764, ſigné, ESTAING. Et par ordre, ſigné, DAVEROULT, pour Copie. »

Cette commiſſion honorable pour tout Citoyen, & très agréable pour quiconque aime à faire du bien, me fit oublier les ménagemens que demandoit ma ſanté altérée. Elle ranima mes forces, mon courage, toutes les facultés de mon corps & de mon eſprit : & je ne vécus plus que pour me rendre digne de la confiance dont M.le Comte d'Eſtaing m'honoroit. Je m'occupois jour & nuit, avec la plus grande ardeur, à remplir de la manière la plus utile, la plus prompte & la plus économique, les intentions bienfaiſantes du Commandant général. Rien auſſi n'eſt plus propre à ſoutenir & à encourager, dans des travaux, quelque pénibles qu'ils ſoient, que d'agir ſous un Chef dont on eſt aſſuré d'avoir l'approbation, lorſqu'on ſe comporte avec humanité, honneur & déſintéreſſement ; lorſqu'on ne doît être jugé que par ſes actions, & non ſur les rapports & les interprétations des gens oiſifs , qui ont ſouvent auſſi peu de connoiſſances que d'attention & d'impartialité dans leurs jugemens; enfin, lorſqu'en faiſant ſon devoir on eſt utile à des malheureux qui ne le font pas par leur faute; & ce ſont les avantages dont j'ai eu le bonheur de jouir ſous les ordres de M. le Comte d'Eſtaing.

J'apportois, il eſt vrai, pour m'acquitter de ma commiſſion des diſpoſitions qui aidoient beaucoup mon zèle, telles que l'habitude de vivre dans les Colonies, la connoiſſance des reſſources qu'elles offrent pour ſuppléer aux matériaux d'uſage, une allure ſimple & commune qui faiſoit recevoir mes ordres comme des conſeils. J'étois le premier à montrer par mon exemple, ce qu'il fallait faire, & la manière de le faire : 

Supportant l'ardeur du ſoleil & les pluies exceſſives comme les travailleurs, ces malheureux ne voyaient pas dans leur chef un homme qu'ils puiſſent accuſer de trop exiger d'eux, parce qu'il ignore & la peine des ouvrages, & les forces du corps. Ils ne pouvaient pas lui envier, ni l'uſage des commodités de la vie, ni les richeſſes qui ſouſtraient à la peine. Enfin conſultés eux-mêmes ſur les travaux, & écoutés quand ils propoſoient un moyen plus facile & plus court, ils voyoient que l'on n'étoit occupé que de leur conſervation & d'améliorer leur état.

Cette maniere d'être un peu ruſtique a peut-être fait trouver ſingulier le choix d'un Botaniſte pour établir une peuplade & fonder, pour ainſi dire, une Colonie, mais cette idée n'a pu venir qu'à des gens qui ont aſſez peu d'expérience & aſſez peu réfléchi, pour ignorer le pouvoir de l'égalité & de l'exemple (* 
M.le Comte d'Eſtaing avoit fait tracer le plan d'une Egliſe au Mole Saint-Nicolas, les fondations étoient même creuſéees, mais l'edifice ne s'élevoit pas, parce qu'on manquoit de pierres ſur le lieu, quoiqu'il y en eût à peu de diſtance, & que j'avois cru plus néceſſair'e de faire des maiſons pour mettre les nouveaux colons a l'abri de l'intempérie de ce climat. Cependant le Général étant venu viſiter nos travaux, les colons lui demandèrent de faire élever l'Egliſe. Pour hâter cet ouvrage, ſans arrêter les autres, voici comme on s'y prit : L' ordre fût donné pour que les Officiers, Soldats & Colons se trouvaſſfent le Dimanche avant ſix heures du matin, ſur la place, & en veſte, excepté le Curé, le Chirurgien, & les Cuisiniers. M. d'Eſtaing m'ordonna de continuer de commander les travailleurs. Je les menai donc au lieu où il y avoit des pierres, & je leur indiquai où il falloit les porter. Le Général s'étant mis à l'ouvrage avec les Officiers, on juge qu'ils furent imités par tous ceux qui étoient préſens, & que ceux-ci, voyant que les premiers ne s'épargnoient pas, montrerent à l'envi autant de diligence que de force. Ce travail ,continua juſqu'à midi, avec plus de vivacité qu'on n'en voit d'ordinaire dans les atteliers. A une heure après midi, les femmes, les filles, les petits garçons, ſe mirent à l'ouvrage avec le Curé; je leur fis approcher juſqu'à la nuit, avec des paniers , le ſable, la chaux, la brique, & ces ouvriers, plus foibles que les premiers, n'avoient pas moins de vivacité. Ainſi "les Maçons ſe trouverent en état d'élever promptement l'Egliſe.
) en pareilles circonſtances; à des gens qui ne ſavent pas que les moyens de faire travailler avec économie ſont plus connus des particuliers, que leur fortune oblige d'en agir ainſi, que des perſonnes riches ou élevées en dignité, enfin que ces vues ſages excluent de néceſſité les entrepreneurs, & par-la ménagent les fonds de l'Etat.

La critique ne doit pas empêcher de prendre, en pareil cas, le même moyen, parce qu'il eſt le plus sûr pour réuſſir. Si on vouloit cependant avoir l'approbation de ces légers cenſeurs, ce n'eſt pas par des raiſonnemens qu'il le faudrait tenter, mais par un drame intéreſſant, qui devînt aſſez à la mode pour être lu ou vu par ceux qui ne ſe donnent pas la peine de penſer & qu il faut frapper fortement ou échauffer par des fictions.

L'activité de mon tempérament, & le zèle qui m'animoit, ne me laiſſerent pas appercevoir, pendant huit mois que durerent ces travaux pénibles & opiniâtres, du progrès que faiſoit l'altération de ma ſanté, qui m'avoit fait quitter la Guiane ; mais il fallut enfin ſuccomber, & retourner en France. Voici l'état dans lequel je laiſſai ce nouvel Etabliſſement.

AU MOLE-SAINT-NICOLAS. Un grand Magaſin de 150 pieds de long ; le Bureau de la Marine ; l'Ecole ; l'Egliſe ; l'Hôpital ; deux Maiſons Angloiſes ſur la Place ; huit Maiſons Angloiſes ſur le bord de la Mer ; cent trente Maiſons pour le logement des familles Acadiennes; une grande Caſe de 120 pieds pour les Négres ; un Four à briques & un Four à chaux.

A BOMBARDOPOLIS, qui eſt à quatre lieues au Sud Sud-Eſt du Mole, & a été commencé en Janvier ; il y avoit alors 150 maiſons, un magasin, une Egliſe.

A LA PLATEFORME, qui eſt ſur le bord de la Mer, on a fait un chemin aiſé & un Magaſin d'entrepôt ſur le ſommet de la Montagne , pour la communication des vivres. Cet Etabliſſement, commencé en Février, conſiſtoit alors en un Magaſins de 142 pieds, & 50 Maiſons.

Je n'expoſerai pas ici tout ce que j'ai eu le bonheur de faire d'utile à une multitude malheureuſe, & d'agréable au Commandant, qui m'avoit confié ſes pouvoirs. Il ne me convient pas d'apprécier mes travaux : mais Je ſuis trop ſenſible au plaiſir d'avoir ſervi utilement les hommes, pour ne pas me faire honneur ici du témoignage qu'en a rendu M. le Comte d'Eſtaing. Je le regarde comme des lettres de nobleſſe, dont on ſe glorifie ſans mériter des reproches : elles ſont d' ailleurs ma récompenſe , avec la ſatiſfaction d'avoir fait mon devoir & le bien de mes ſemblables (* 
Je ſouſſigné, Tréſorier principal en cette Colonie, certifie que M. Aublet, Directeur-Géneral des Etabliſſemens du Mole-Saint-Nicolas & autres lieux circonvoiſins, a rendu compte des recettes & depenſes qu'il a faites pour ledit Etabliſſement, depuis le premier Décembre mil ſept cent ſoixante-quatre, juſques & compris le trente Juin dernier, & qu'il n'a reçu aucuns arpointemens pour raiſon de ladite direction, que ceux dont il a été payé en qualoté de Botaniſte du Roi. Fait à Samt-Domingue, au Cap, le dix-neuf Septembre 1765, GOUVION, pere.
).

Ce certificat eſt à la ſuite d'un mémoire préfenté au Miniſtre en 1773, dans lequel j'expoſois mes ſervices depuis 1752 juſqu'en 1764, pour obtenir le paiement d'une gratification annuelle, d'appointemens dus, & que l'on m'aidât à faire les dépenſes conſidérables qu'exigeoit la publication de cet ouvrage.

« Je certifie que témoin de l'utilité dont le déſintéreſſement éprouvé, les connoiſſances & le zèle infatigable du ſieur Aublet, avoient été à l'Iſle-de-France, je demandai à la Cour qu'il vînt me trouver à Saint-Domingue. Le tableau du Mole-Saint-Nicolas, lorſque M. l'Intendant & moi nous en remimes la direction totale au ſieur Aublet, paroîtroit exagéré ſi je le faiſois. Il me ſuffit d'aſſurer que je n'ai jamais vu de champ de bataille plus effrayant, ni de ſpectacle auſſi capable en même temps d'épouvanter & d'attendrir.

J'ai dû le bon ordre & la réuſſite de cet établiſſement, devenu un des refuges de Cayenne, aux travaux du ſieur Aublet. J'atteſte la vérité de tout ce qu'il a dit dans ſon mémoire: & le Miniſtre en lui accordant ſa demande, m'acquittera de la plus grande obligation qu'un Chef puiſſe contracter, la conſervation des hommes. Les graces qui lui ſeront accordées me toucheront davantage que ſi elles me regardoient perſonnellement. Signé, ESTAING.» »
```